# النبيلة والشارد 2: انطلاقة سهم
النبيلة والشارد 2: انطلاقة سهم (بالإنجليزية: Lady and the Tramp II: Scamp's Adventure)‏ هو فيلم ديزني، وتكملة لفيلم النبيلة والشارد وصدر في 27 فبراير 2001.

## وصلات خارجية
- النبيلة والشارد 2: انطلاقة سهم على موقع IMDb (الإنجليزية)
- النبيلة والشارد 2: انطلاقة سهم على موقع روتن توميتوز (الإنجليزية)
- النبيلة والشارد 2: انطلاقة سهم على موقع نتفليكس (الإنجليزية)
- النبيلة والشارد 2: انطلاقة سهم على موقع قاعدة بيانات الأفلام العربية
- النبيلة والشارد 2: انطلاقة سهم على موقع ألو سيني (الفرنسية)
- النبيلة والشارد 2: انطلاقة سهم على موقع Turner Classic Movies (الإنجليزية)
- النبيلة والشارد 2: انطلاقة سهم على موقع أول موفي (الإنجليزية)
- النبيلة والشارد 2: انطلاقة سهم على موقع فيلمافينيتي (الإسبانية)
- النبيلة والشارد 2: انطلاقة سهم على موقع قاعدة بيانات الأفلام السويدية (السويدية)
- النبيلة والشارد 2: انطلاقة سهم على موقع قاعدة بيانات الفيلم (الإنجليزية)